# Harry Arlt
Harry Arlt (11. listopadu 1926 Drážďany – 25. června 2014 tamtéž) byl východoněmecký fotbalista a trenér.

## Hráčská kariéra
Celou fotbalovou kariéru strávil v rodných Drážďanech. Od roku 1952 hrál nejvyšší východoněmeckou soutěž za BSG Rotation (později SC Einheit), v jejímž dresu se stal v sezoně 1952/53 nejlepším ligovým střelcem s 26 přesnými zásahy.

### Ligová bilance
| Ročník          | Zápasy | Góly | Klub                  |
| --------------- | ------ | ---- | --------------------- |
| I. liga 1951/52 | 12     | 0    | BSG Rotation Drážďany |
| I. liga 1952/53 | 31     | 26   | BSG Rotation Drážďany |
| I. liga 1953/54 | 22     | 10   | BSG Rotation Drážďany |
| I. liga 1954/55 | 24     | 17   | SC Einheit Drážďany   |
| I. liga 1955    | 9      | 1    | SC Einheit Drážďany   |
| I. liga 1956    | 25     | 8    | SC Einheit Drážďany   |
| I. liga 1957    | 13     | 6    | SC Einheit Drážďany   |
| I. liga 1958    | 4      | 0    | SC Einheit Drážďany   |
| I. liga 1959    | 8      | 1    | SC Einheit Drážďany   |
| CELKEM I. LIGA  | 148    | 69   |                       |

## Trenérská kariéra
Po skončení hráčské kariéry se stal trenérem. Vedl postupně BSG Flugzeugwerft Dresden (1958–1965), TSG Drážďany-sever (1965–1966), SC Einheit Drážďany II (1966–1970), FSV Lokomotive Drážďany (1970–1978), SG Weixdorf (1978–1980) a opět FSV Lokomotive Drážďany (1982–1985).